# Albert Lippert
Albert Lippert (* 17. Dezember 1901 in Oldenburg; † 21. Februar 1978 in Schlehdorf) war ein deutscher Schauspieler, Regisseur und Theaterintendant.

## Biografie
Lippert stammte aus einer Oldenburgischen Glasmacherfamilie.

### Bühne
Bereits im Kindesalter übernahm Lippert kleinere Rollen am Oldenburgischen Staatstheater. Nach einer Schauspielausbildung führten ihn erste Engagements an Bühnen in Stettin, Graz und Nürnberg (1922–1927), wobei er zumeist den Typus des jugendlichen Helden verkörperte.
Von 1927 bis 1944 war Lippert am Bayerischen Staatsschautheater (er spielte am Residenztheater und am Prinzregententheater) in München engagiert, wo ihm zunächst der Titel des Bayerischen Kammerschauspielers und 1930 schließlich der Titel des Bayerischen Staatsschauspielers verliehen wurde.
1946/47 nahm er die Stellung des Intendanten am Oldenburgischen Staatstheater in seiner Heimatstadt an. 1948 wechselte er in eben jener Position an das Schauspielhaus Hamburg, wo er französische Autoren verstärkt heranzog und vor allem durch seine Inszenierungen der die bundesdeutschen Erstaufführungen von Bert Brechts Herr Puntila und sein Knecht Matti sowie von Paul Claudels Tobias und Sarah einen hohen Bekanntheitsgrad erreichte. 1955 wurde Gustaf Gründgens sein Nachfolger am Hamburger Schauspielhaus.
Lippert wurde als Nachfolger des verstorbenen Willi Hanke 1955 Generalintendant am Theater der Freien Hansestadt Bremen. Dort führte er bis 1962 Regie bei um die 30 Schauspiel- und Operninszenierungen, unter anderem Die Harmonie der Welt von Paul Hindemith, Bluthochzeit von Wolfgang Fortner und Richard Wagners Der Ring des Nibelungen. Daneben bildete er junge Bühnenschaffende wie Claus Wilcke aus. Er förderte das Ballett am Theater. Seine modernen Experimente fanden nicht immer volle Zustimmung. Als Nathan der Weise fand er 1957 große Anerkennung. Theaterumbauten behinderten seine Schaffenszeit. In seiner Zeit war von 1959 bis 1962 Montserrat Caballé in Bremen engagiert. 1960/61 gab es Probleme und Streit mit seinem Chefdramaturg Conrad Heinemann. Einige Kritiker stuften ihn als Traditionalisten ein und es fehlte ihm an Unterstützung. Er verlängerte deshalb nicht seinen Vertrag. Danach übernahm er keine weitere Intendanz.
1962 zog Lippert nach Schlehdorf, von wo aus er verschiedene Gastspiele als Schauspieler und Regisseur annahm, unter anderem in Frankfurt am Main und Coburg.

### Film und Fernsehen
Bereits 1926 gab Lippert unter der Regie von Louis Ralph in dem Kriegsfilm Kreuzer Emden sein Spielfilmdebüt. Dennoch blieb der Theatermensch Lippert in Film- und Fernsehproduktionen ein seltener Gast. Zu wenigen Filmproduktionen, in denen er immer Nebenrollen spielte, zählen Douglas Sirks Schlußakkord, Hans Schweikarts Lessing-Adaption Das Fräulein von Barnhelm, die Kriminalfilme Orient-Express (unter der Regie von Viktor Tourjansky) und Dr. Crippen an Bord (mit Rudolf Fernau in der Titelrolle), aber auch Propagandafilme wie GPU, Germanin und Erich Waschnecks antisemitischer Film Die Rothschilds, in dem Lippert den Jakob Rothschild verkörpern sollte.
1942 führte Lippert zudem in dem halbdokumentarischen Film Die See ruft Regie.
Nach dem Zweiten Weltkrieg folgten keine Auftritte in Spielfilmen mehr, stattdessen trat Lippert noch in wenigen Fernsehproduktionen in Erscheinung wie in einer Adaption von John Osbornes Blick zurück im Zorn, als Regisseur einer Adaption von Adalbert Stifters Bergkristall (1954), im Mehrteiler Der seidene Schuh (mit Maximilian Schell in der Hauptrolle) und ab 1969 in der Fernsehserie Percy Stuart als General McLean, eines der dreizehn Mitglieder des Excentric Clubs.

### Weitere Tätigkeiten
Daneben arbeitete Lippert als Sprecher für verschiedene Hörspiele des BR, NWDR und des RB und war unter anderem in mehreren Folgen der BR-Krimiserie Dickie Dick Dickens zu hören.
Darüber hinaus zeichnete sich Lippert während seiner Intendantentätigkeiten auch als Herausgeber der jeweiligen Bühnenzeitschriften und -programmhefte (u. a. Die Rampe. Blätter des Deutschen Schauspielhauses Hamburg, 1948–55) verantwortlich.
Lippert starb 1978 an den Folgen eines Unfalls.

## Filmografie (Auswahl)
- 1926: Kreuzer Emden
- 1936: Schlußakkord
- 1938/50: Preußische Liebesgeschichte
- 1939: Befreite Hände
- 1939: Alarm auf Station III
- 1939: Der Polizeifunk meldet
- 1940: Zwielicht
- 1940: Die Rothschilds
- 1940: Das Fräulein von Barnhelm
- 1941: Alarmstufe V
- 1942: GPU
- 1943: Dr. Crippen an Bord
- 1943: Germanin – Die Geschichte einer kolonialen Tat
- 1943: Tonelli
- 1944: Orient-Express
- 1957: Blick zurück im Zorn
- 1965: Der seidene Schuh
- 1969: Percy Stuart

## Hörspiele
- 1950: Götter, Gräber und Gelehrte (2. Teil: Die goldene Mauer) – Regie: Gustav Burmester
- 1951: Radium – Regie: Fritz Schröder-Jahn
- 1951: Geschichte Gottfriedens von Berlichingen mit der eisernen Hand – Regie: Hans Lietzau
- 1952: Unser Gartenzimmer – Regie: Ludwig Cremer
- 1952: Das vergnügliche Leben der Doktorin Löhnefink – Regie: Eduard Hermann
- 1953: Das Gericht zieht sich zur Beratung zurück (Folge: Das Gewehr auf dem Schrank) – Regie: Gerd Fricke
- 1953: Die Hutdynastie – Regie: Detlof Krüger
- 1953: Der Mönch und der Räuber – Regie: Gustav Burmester
- 1954: Die Grenze – Protokoll einer halben Stunde – Regie: Gerlach Fiedler
- 1955: Die Ballade vom Prinzen Arthur – Regie: Hans Rothe
- 1959: Wer ist Simon Ode? (6. Folge: Simon Odes letzter Auftritt) – Regie: Günter Siebert
- 1960: Dickie Dick Dickens (1. Staffel; Mitwirkung in 7 Folgen) – Regie: Günter Siebert; Fritz Kraus
- 1960: Dickie Dick Dickens (2. Staffel; Mitwirkung in 2 Folgen) – Regie: Günter Siebert; Fritz Kraus
- 1961: Bis es Tag wird – Regie: Günter Siebert
- 1961: Dickie Dick Dickens (3. Staffel; Mitwirkung in 3 Folgen) – Regie: Günter Siebert
- 1962: Baum bleibt Baum oder: Die Spielregel – Regie: Friedhelm Ortmann
- 1962: Das abenteuerliche Leben des Yankees Jim Fisk – Regie: Günter Siebert
- 1964: Tapezieren für Anfänger – Regie: Günter Siebert
- 1968: Der Golem – Regie: Ferry Bauer